# Broken Crown Halo
Broken Crown Halo è il settimo album in studio del gruppo musicale italiano Lacuna Coil, pubblicato il 31 marzo 2014 dalla Century Media Records.

## Descrizione
Registrato a Milano tra settembre e ottobre 2013, l'album è stato definito cinematografico e ispirato alle colonne sonore dei classici dell'horror italiano e al gruppo progressive Goblin. Il gruppo ha collaborato con il produttore Jay Baumgardner e l'ingegnere del suono Kyle Hoffmann e ha affidato a Howie Weinberg il mastering dell'album.

## Promozione
Il primo singolo dell'album, Nothing Stands in Our Way,  è stato pubblicato il 7 febbraio 2014 sulla pagina SoundCloud ufficiale della Century Media Records.

## Tracce
Testi di Cristina Scabbia e Andrea Ferro, musiche di Marco Coti Zelati, Marco Biazzi e Jay Baumgardner, eccetto dove indicato.
1. Nothing Stands in Our Way – 4:07 (musica: Marco Coti Zelati, Cristiano Migliore, Marco Biazzi, Cristiano Mozzati, Jay Baumgardner)
2. Zombies – 3:47
3. Hostage to the Light – 3:56
4. Victims – 4:31
5. Die & Rise – 3:44
6. I Forgive (But I Won't Forget Your Name) – 3:56
7. Cybersleep – 4:26
8. Infection – 4:23
9. I Burn in You – 4:15
10. In the End I Feel Alive – 4:21
11. One Cold Day – 6:09

## Formazione
- Cristina Scabbia – voce
- Andrea Ferro – voce
- Marco Coti Zelati – basso
- Marco Emanuele Biazzi – chitarra
- Cristiano Migliore – chitarra
- Cristiano Mozzati – batteria

## Classifiche
| Classifica (2014) | Posizione massima |
| ----------------- | ----------------- |
| Austria           | 55                |
| Belgio (Fiandre)  | 66                |
| Belgio (Vallonia) | 60                |
| Francia           | 66                |
| Germania          | 40                |
| Italia            | 13                |
| Paesi Bassi       | 75                |
| Regno Unito       | 45                |
| Regno Unito       | 3                 |
| Stati Uniti       | 27                |
| Svizzera          | 37                |